# Charles Malet de Carteret
Pour les articles homonymes, voir Malet.
 (juillet 2025).
Si vous disposez d'ouvrages ou d'articles de référence ou si vous connaissez des sites web de qualité traitant du thème abordé ici, merci de compléter l'article en donnant les références utiles à sa vérifiabilité et en les liant à la section « Notes et références ».
Charles Malet de Carteret, né le 26 juillet 1869 à Saint-Aubin sur l'île de Jersey et mort sur son île natale le 28 janvier 1942, est un bailli de Jersey. Il est un descendant de la puissante famille Carteret d'origine normande dont sont issus les seigneurs de Saint-Ouen et propriétaires du manoir de Saint-Ouen.

## Biographie
Charles Malet de Carteret était le fils d'Édouard Charles Malet de Carteret. Son père fut également bailli de Jersey de 1898 à 1899. Sa mère, Elizabeth Poingdestre, était une descendante de la famille de notables de Jersey, les Poingdestre parmi lesquels un ancien bailli de Jersey, Jean Poingdestre et un peintre Charles Poingdestre.
Il suivit ses études au collège Victoria de Jersey puis à l'Oxford Military College où il devint cadet militaire et envoyé au Natal dans le pays des Zoulous. Il a démissionné lorsque son régiment retourna en Angleterre et se consacra à la Justice. Il a été admis au Barreau de Saint-Hélier, puis au barreau général de Jersey en 1898.
Il a pratiqué le métier d'avocat et a été nommé receveur général en 1903, Solliciteur général en 1912 et procureur général en 1925. 
En 1931, il fut désigné comme bailli de Jersey en remplacement de son prédécesseur, William Venables Vernon. Il assuma cette charge que quatre années, car il manquait de carrure, il était un homme très modeste et effacé qui travaillait à l'ombre de son futur successeur Alexandre Coutanche qui le remplaça dans cette fonction en 1935.